# Elias Spanier
Elias Spanier (geb. 6. Januar 1782; gest. 25. März 1857 in Hamm) war ein Kaufmann jüdischen Glaubens in Hamm. Er machte sich durch großzügige Spenden an die jüdische Gemeinde einen Namen. So trat er 1842 als einer der Käufer eines Grundstücks auf, das 1865 an die Gemeinde übereignet wurde. Diese Schenkung ermöglichte die Einrichtung einer jüdischen Schule ab dem Jahre 1846 und später den Bau der Synagoge Hamm (1868).

## Familie
Die genaue Herkunft Elias Spaniers ist ungeklärt. Vermutlich war er der Sohn von Heinemann Spanier und dessen Ehefrau Helena Hertz. Er hatte einen Bruder namens Nathan Spanier. Dieser wurde um das Jahr 1784 geboren und starb am 8. Oktober 1865 in Hamm. Die beiden Brüder waren Kaufleute und betrieben gemeinsam eine Manufactur- und Galanteriewarenhandlung auf der Oststraße, vermutlich in der damaligen Nro 64 (heutige Nr. 6). Allerdings ist Nathan Spanier auch als Besitzer des Gebäudes in der Oststraße 17 belegt, in der sich heute der Piercingstudio-Headshop GoA befindet. Wie auch sein Bruder Elias ist auch Nathan Spanier auf dem jüdischen Teil des Ostenfriedhofs in Hamm begraben. Das Grab kann dort heute noch besichtigt werden.

## Leben
Zusammen mit Seligmann Bacharach, Israel Gerson, Elias Marks und Levi Stern kaufte Elias Spanier 1842 ein Grundstück nebst Haus an der Martin-Luther-Straße 5. Der Versuch, der jüdischen Gemeinde dieses Grundstück für den Bau einer Synagoge zur Verfügung zu stellen, scheiterte zunächst am fehlenden Korporationsrecht der Gemeinde. Den Juden in Hamm wurde in der Zeit noch keine vollständige Gleichberechtigung gewährt, dies geschah erst durch die preußische Verfassung von 1850. Doch war die jüdische Bevölkerung seit den napoleonischen Feldzügen und der zeitweiligen Eingliederung der Grafschaft Mark in der Großherzogtum Berg nicht mehr völlig von jedem Bürgerrecht abgeschnitten, so dass sie nun freier wirtschaften konnte als in den Jahrhunderten zuvor. Aus diesem Grund wurde der Gemeinde durch die Bezirksregierung Arnsberg zumindest gestattet, das Gebäude ab 1846 als jüdische Schule zu verwenden.
Die Übertragung zu Eigentum der Gemeinde gelang jedoch erst im Jahre 1866. Erst zu diesem Zeitpunkt hatten sich die Behörden hinreichend mit den neuen Bestimmungen der preußischen Verfassung vertraut gemacht, die der jüdischen Gemeinde nunmehr das volle Korporationsrecht einräumte. Am 12. September 1866 wurde die Schenkung bestätigt. Die Gemeinde konnte nun endlich mit den Planungen für den bereits 1855 beschlossenen Neubau ihrer Synagoge beginnen, der 1868 in die Praxis umgesetzt wurde. Spanier hat dieses sichtbarste Ergebnis seiner Bemühungen selbst nicht mehr erlebt.
Der 1857 verstorbene Elias Spanier ist auf dem Ostenfriedhof in Hamm beigesetzt, wo sein Grab noch immer zu finden ist.